# Публий Корнелий Рутил Косс
Публий Корнелий Рутил Косс (лат. Publius Cornelius Rutilus Cossus) — римский государственный деятель конца V века до н. э.
Косс происходил из рода Корнелиев. В 408 году до н. э. он был военным трибуном с консульской властью. В связи с тем, что в тот год вольски и эквы начали войну с Римской республикой, он был назначен диктатором, а его коллега по трибунской власти Гай Сервилий Структ Агала — начальником конницы. В 406 году до н. э. Косс был повторно трибуном. Во время этого трибуната началась война с Вейями и вольсками.